# 傅維森
傅维森（1864年—1902年），字誌丹，廣東番禺人，晚清翰林。
光绪十七年乡试解元，光绪二十一年（1895年）乙未科二甲第五名进士；同年五月，改翰林院庶吉士。散館授編修。有《缺斋遗稿》。